# Черноглаво пойно папагалче
Черноглаво пойно папагалче (Psephotus dissimilis) е вид птица от семейство Psittaculidae.

## Разпространение и местообитание
Разпространен е в Австралия.